# كأس ألمانيا 1984–85
كأس ألمانيا 1984–85 (بالألمانية: DFB-Pokal 1984/85)‏ هو الموسم 42 من كأس ألمانيا. أشرف على تنظيمه اتحاد ألمانيا لكرة القدم، وكان عدد الأندية المشاركة فيه 64، وفاز فيه نادي أوردينغن 05.